# Amata madurensis
Amata madurensis là một loài bướm đêm thuộc phân họ Arctiinae, họ Erebidae.